# Blakîtne, Murovani Kurîlivți
Blakîtne (în ucraineană Блакитне) este un sat în comuna Kotiujanî din raionul Murovani Kurîlivți, regiunea Vinnița, Ucraina.

## Demografie
Componența lingvistică a localității Blakîtne
     Ucraineană (99,05%)
     Alte limbi (0,95%)
Conform recensământului din 2001, majoritatea populației localității Blakîtne era vorbitoare de ucraineană (99,05%), existând în minoritate și vorbitori de alte limbi.